# Max Slevogt
Max Slevogt (Landshut, 8 de outubro de 1868 - Neuchâtel, 20 de maio de 1932) foi um pintor impressionista alemão. É considerado, junto de Max Liebermann e Lovis Corinth, como o principal representante técnico impressionista no seu país natal, pintando especialmente paisagens (Vinhedos em flor, Paisagem do Palatinado), quadros do tema religioso e retratos. O seu estilo, de colorido claro e pinceladas enérgicas, é de carácter narrativo.

## Vida pessoal e carreira
Nascido em Landshut, na Alemanha, em 1868, era filho do capitão Friedrich von Slevogt, e de Caroline Slevogt, nascida em Saarbrücken. Terminou os estudos básicos em 1884 e de 1885 a 1889 estudou na Academia de Belas-Artes de Munique, onde surgiram suas primeiras paisagens. Seus professores foram Gabriel von Hackl, Karl Raupp e Johann Caspar Herterich. Suas primeiras pinturas eram com cores sombrias, exemplificando o estilo artístico predominante em Munique na época. em 1889, visitou Paris, onde estudou na famosa Académie Julian. Em 1896, fez caricaturas para as revistas Simplicissimus e Jugend, e no ano seguinte fez sua primeira exposição em Viena.
Por volta de 1890, sua paleta de cores se atenua. Esteve em Paris em 1900, onde representou o pavilhão alemão na exposição mundial, ficando incrivelmente impressionado com o trabalho de Édouard Manet. Em 1901, ele se juntou à Secessão de Berlim. O trabalho de Slevogt é extenso e não inclui apenas painéis, cenários e pintura de parede, mas também aquarelas, desenhos, gravuras e ilustrações de livros. Casou-se, em 1898, com Antonie Finkler, de Godramstein e a fez posar em diversas de suas pinturas, tendo, aliás, a aparência de membros da família como um ponto focal do seu trabalho.
Uma viagem ao Egito, em 1914, resultou em 21 quadros, assim como inúmeros desenhos e aquarelas. Com a eclosão da Segunda Guerra Mundial, ele foi enviado como pintor oficial do front. Esta experiência lhe trouxe o desafio de retratar com a arte os horrores da guerra. No mesmo ano, ele se tornou membro da Academia Prussiana de Artes, em Berlim.
Max foi o responsável pelo cenário de Don Giovanni, de Mozart, na ópera de Dresden, em 1924. Em 1929, em seu aniversário de 60 anos, ganhou uma exposição de seu trabalho na Academia Prussiana. Em seu último ano de vida, ele trabalhou no mural Golgatha, na igreja de Ludwigshafen, no Reno, mas ela foi destruída por bombardeios durante a Segunda Guerra Mundial.

## Morte
Max Slevogt morreu em 20 de maio de 1932, aos 63 anos, em Leinsweiler na região da Baviera. Foi sepultado no mausoléu da família Finkler, em Neukastel.

## Galeria

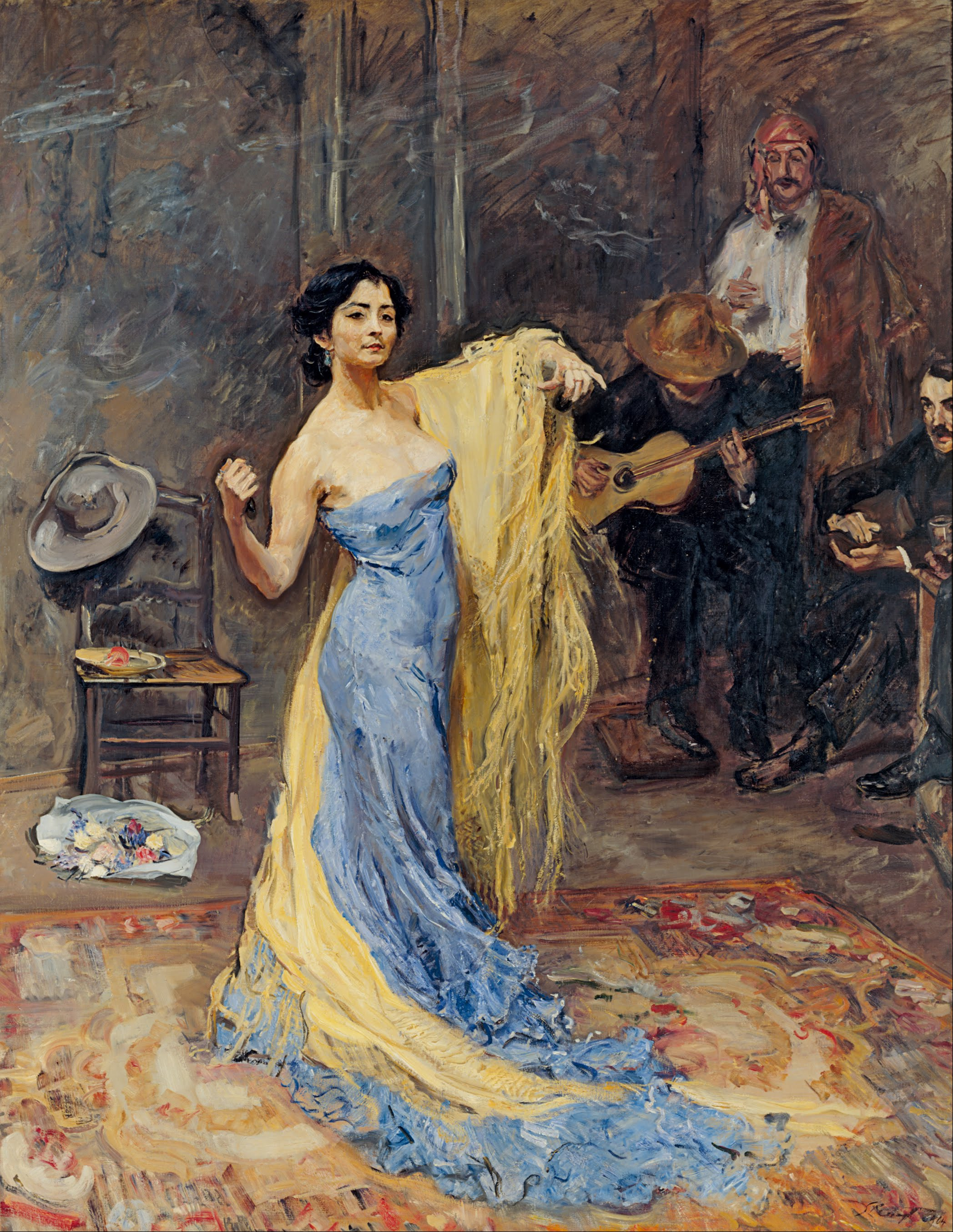
Retrato de Anna Pavlova, óleo sobre tela, 1904
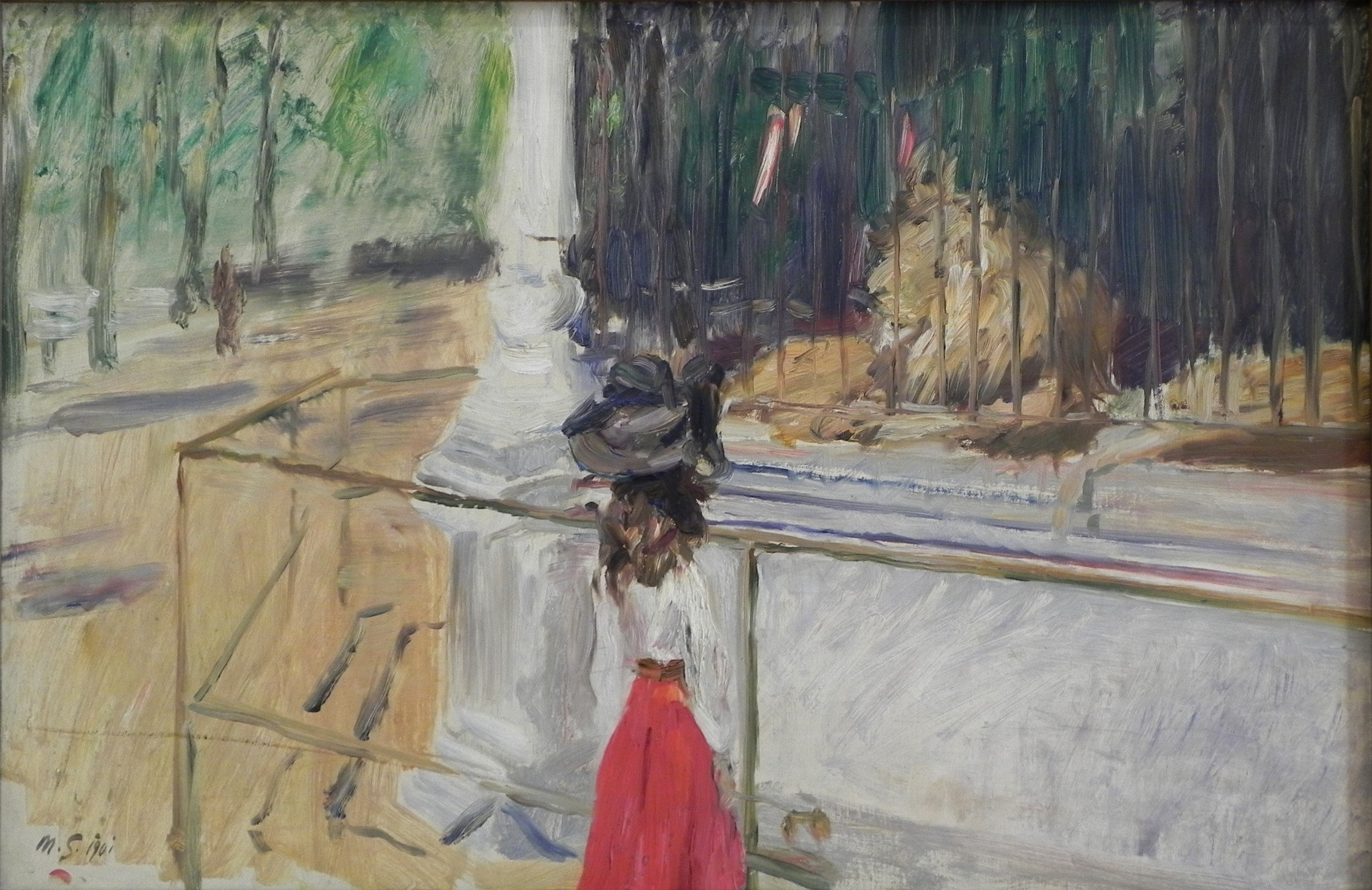
Mädchen vor dem Löwenkäfig 1901
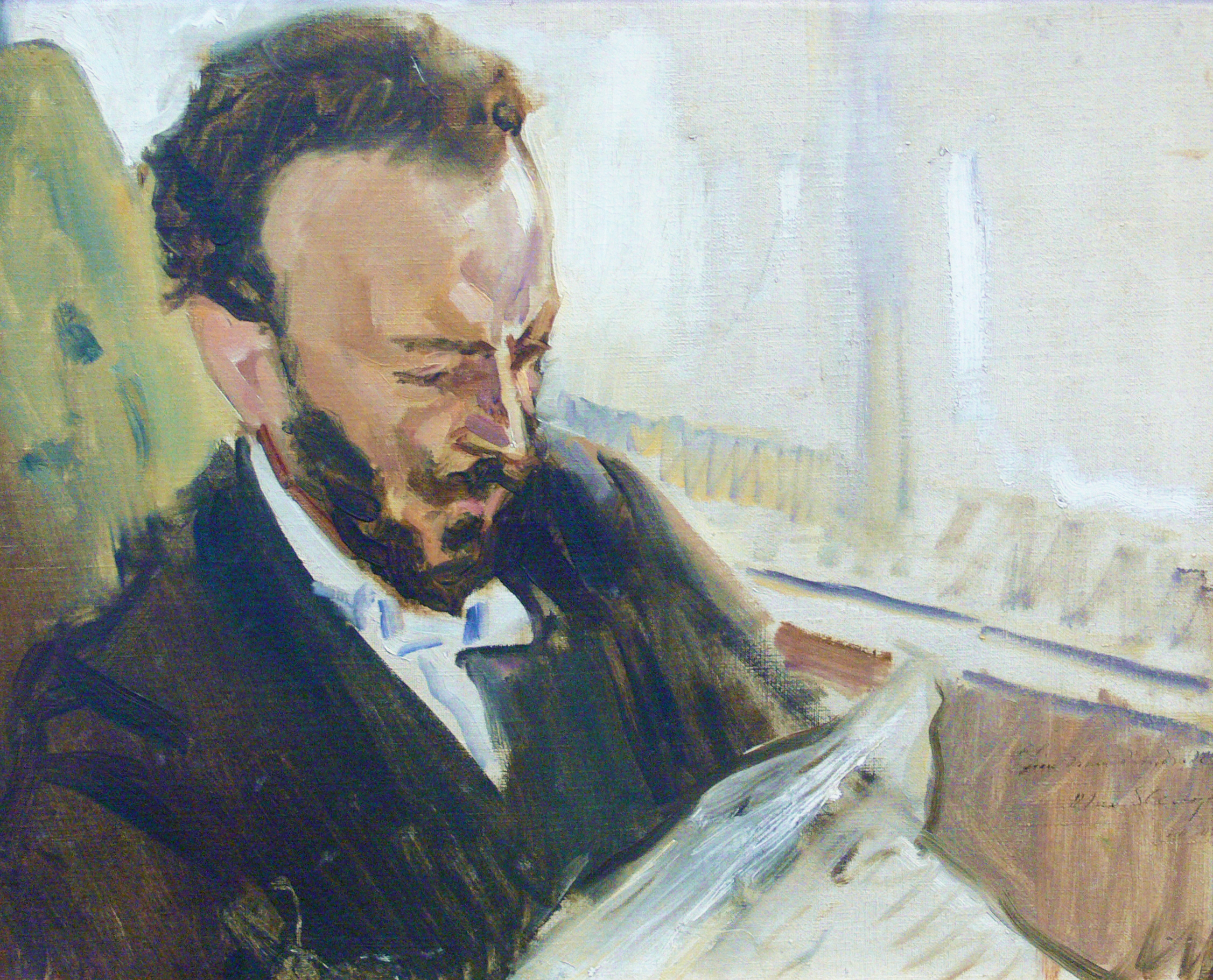
Der Sänger Francisco D'Andrade, 1903
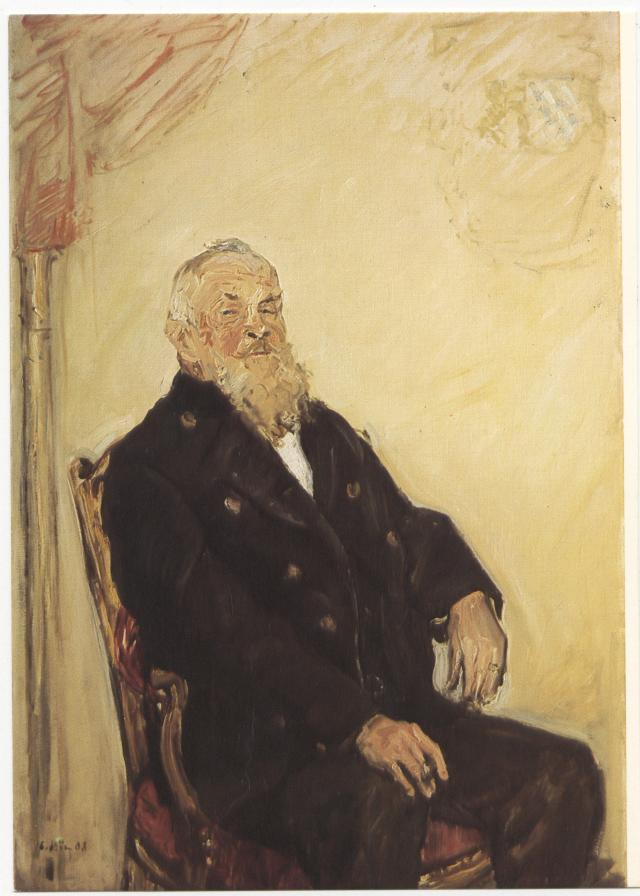
Prinzregent Luitpold von Bayern, 1908
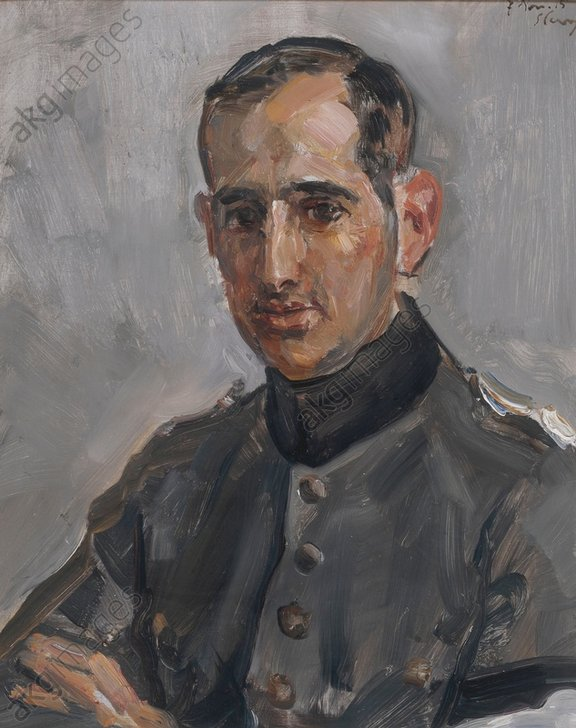
Porträt von Otto Blumenfeld, 1915
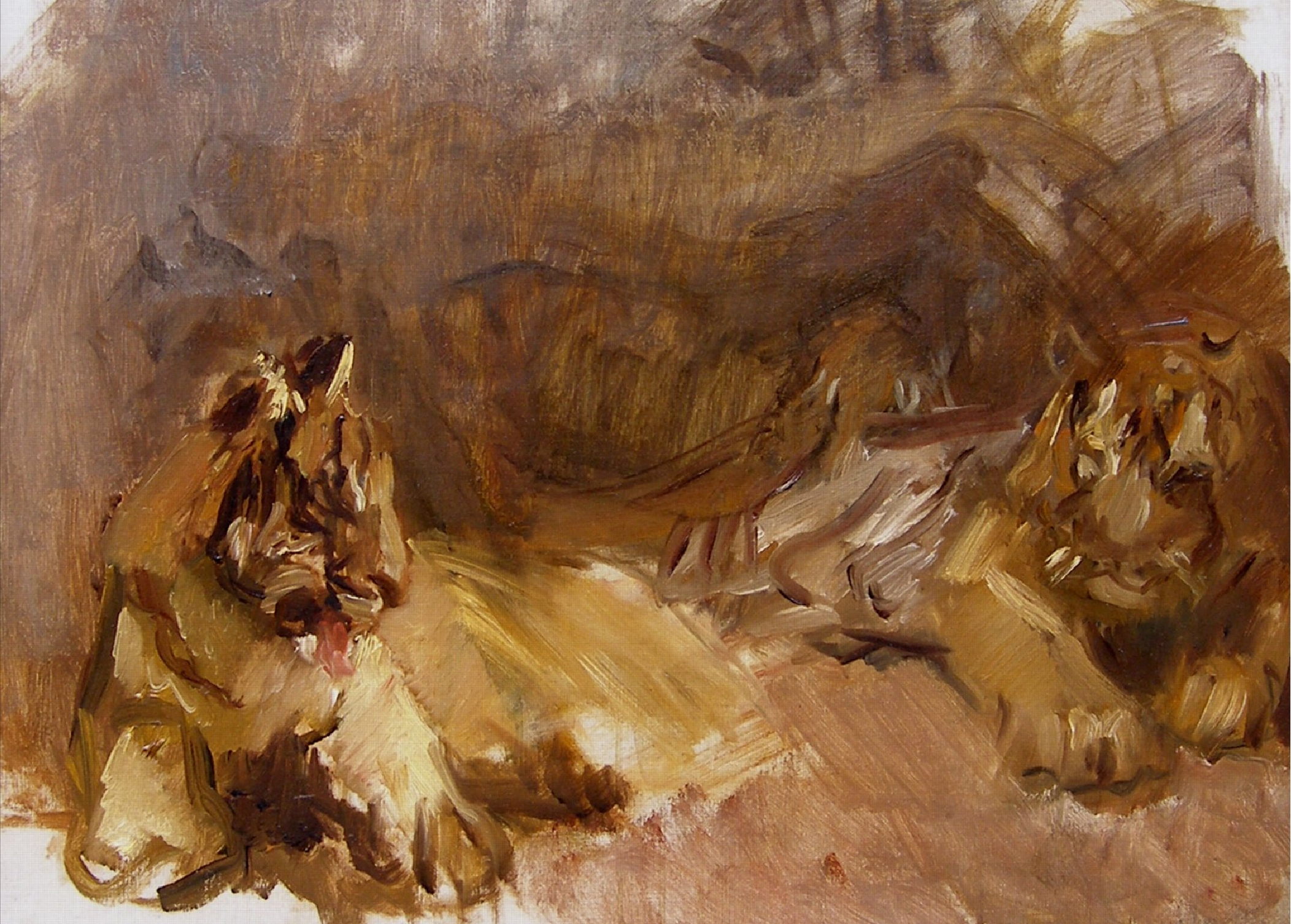
Löwenstudie, óleo sobre tela, cerca de 1907
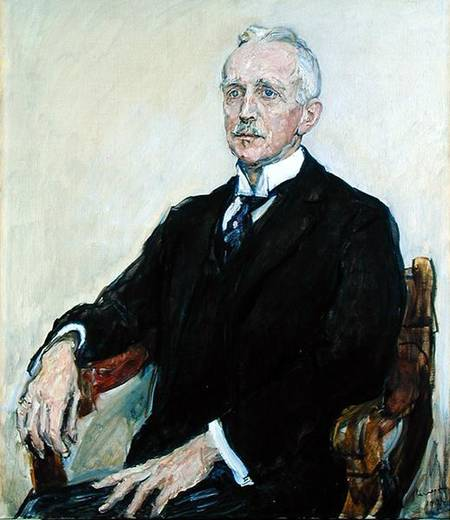
Porträt von Gustav Pauli, 1924
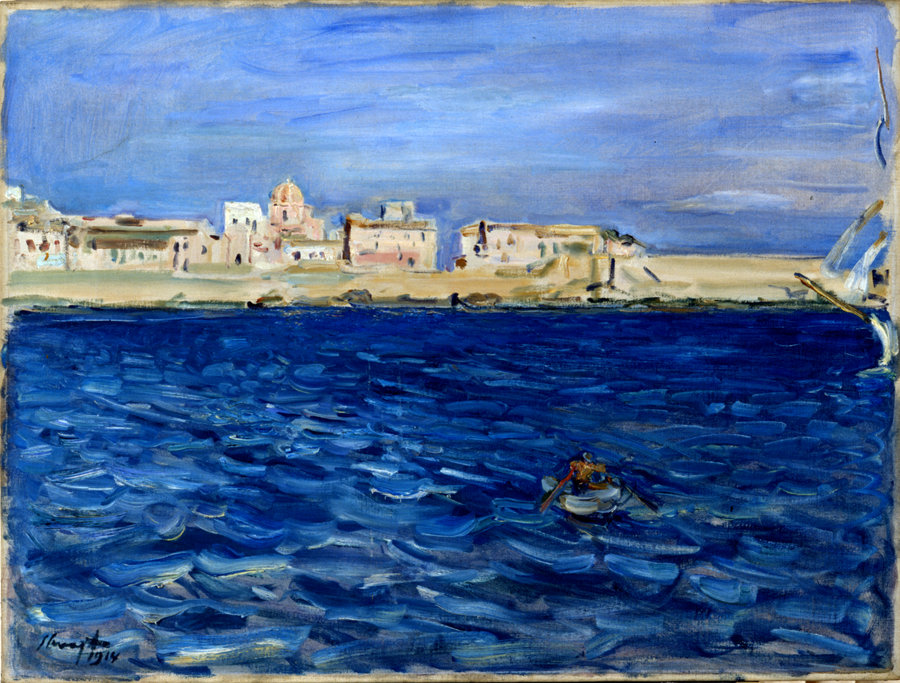
Einfahrt in den Hafen von Syrakus, 1914